# Mathias Anchersen
Mathias Anchersen (16. marts 1682 – 26. februar 1741) var en dansk biskop, søn af biskop Ancher Anchersen.
Anchersen blev født i Kolding, hvor faderen den gang var sognepræst. Da faderen forflyttedes til bispestolen i Ribe, kom sønnen i Ribe Skole og dimitteredes der fra 1698. Ved universitetet studerede han særlig de østerlandske sprog, hvori han opnåede en usædvanlig færdighed, og ansattes derefter 1701 af sin fader som rektor i Fredericia.
Ved omgang med de jødiske rabbinere ved synagogen her fik han lejlighed til yderligere uddannelse i hebraisk. En frugt af disse studier var en disputats: Spicilegium defectus lexicorum rabbinicorum (1704), i hvilken han oplyser betydningen af en række i den rabbinske litteratur forekommende ord, som manglede i de forskellige didtil udgivne ordbøger.
Han rejste derefter med kongelig understøttelse udenlands og besøgte universiteter i Tyskland, Holland og England, stadig drivende orientalske studier. På denne rejse udgav han i Utrecht 1707 Poema Abu-Ismaelis Tograi på arabisk, ledsaget af en latinsk oversættelse; næsten hele oplaget af dette arbejde gik imidlertid til grunde ved skibbrud under overførselen fra Holland til Danmark. Nogle flere orientalske arbejder, som han havde forberedt, bleve aldrig afsluttede eller udgivne, i det han hurtig blev dragen bort til anden virksomhed.
Ved hans hjemkomst var der ingen plads som universitetslærer ledig, der passede for hans uddannelse, men han ansattes 1709 som professor i matematik og var fra 1711 (den strænge pesttid) tillige notar i konsistoriet. I 1720 kaldtes han med tilladelse til "ved Lejlighed at indtræde i det theologiske Fakultet" til sognepræst i Tårnby på Amager, hvilket kald i ældre tid som oftest beklædtes med tidligere universitetslærere; og 1726 forflyttedes han der fra til sognekaldet ved Trinitatis Kirke i København.
I byens ildebrand 1728 mistede han næsten alt sit eje, som han fra sin bolig havde ladet bringe ind i kirken. Da der 1731 blev et teologisk professorat ledigt, stødte hans udnævnelse til dette på bestemt modstand hos kongen , som ikke desto mindre i samme år udnævnte ham til biskop i Ribe. I dette hans sidste embede voldtes ham mange ubehageligheder og sorger, og det synes, som om han kun lidet har været pladsen voksen i denne i kirkelig henseende stærkt bevægede tid. Hverken hos Kirkeinspektionskollegiet eller hos stiftets gejstlighed fandt han støtte.
Med digteren Christian Falster, der var hans samtidige som rektor i Ribe, havde han gentagne gange voldsomme sammenstød og stod vedvarende i et uvenligt og spændt forhold til ham; men lige over for ham hævdede han dog sin ret. I øvrigt levede Anchersen i højst ulykkelige økonomiske forhold, så at det endogså blev nødvendigt året før hans død at fratage ham bestyrelsen af de bispeembedet underlagte offentlige midler.
Han var to gange gift. Sin første hustru, Theodora Bygballe fra Norge, mistede han i pesten i København 1711 efter 10 ugers ægteskab. Hans anden hustru var Marie Elisabeth Mechen. Nedbrudt på sjæl og legeme døde han 1741, efterladende enke og 7 børn i nød og boet i bundløs gæld. Han blev begravet i Sankt Nikolai Kirke i Kolding, hvor et stort epitafium over ham er bekostet af hans søn, konferensråd og Højesteretsassessor Johan Joachim Anchersen.

### Fodnoter
1. ↑  Anchersen est un vaurien, qui ne merite ny eglise, ny Professorat, Hist. Tidsskr. IV, 276.